# Скорбящая мать (Уфа)
Мемориал «Скорбящая мать» установлен в Уфе, в районе Черниковка на ул. Комарова, у Парка Победы, и посвящён воинам-уроженцам Башкортостана, погибшим в локальных военных конфликтах.

## История
Мемориал был установлен 25 октября 2003 года. Автором мемориала является Николай Александрович Калинушкин (25.01.1948 — 20.05.2004). Эскиз памятника был создан в 1998 г. после завершения строительства Парка Победы.
Памятник представляет собой портал, напоминающий силуэт дома культовой постройки (мусульманской и христианской), в котором на небольшом постаменте установлена бронзовая скульптура Матери. На фронтоне, в верхней части портала, размещены стеклянные тонированные полосы бледно-розового цвета.
Рядом с памятником установлены две стелы из 60 плит черного гранита — габбро с высеченными фамилиями 685 уроженцев Башкортостана, павших в «горячих точках» мира с 1951 года.
На мемориале на башкирском и русском языках высечены такие строки:

| А нам с тобой не повезло: К любимым нам не возвратиться. Но матери всему назло В толпе все ищут наши лица. Все ждут, что мы придем домой, Привычно постоим у двери. Что мы убитые с тобой — Они до смерти не поверят. Вы верьте, мамы, мы живем, Совсем вы нас не хороните. Мы в добрых снах домой придем, Вы только ждите, ждите, ждите… Придем, обнимем нежно вас. И слезы радости прольются. Пускай не сами в этот час, Пусть души наши к вам вернутся. | Яҙмаған беҙгә бәхеттәр: Беҙ — һөйөлөп туймағандар. Тик әсәләр һаман көтә, Өмөттәрен юймағандар. Һиҫкәнәләр, беҙҙер тиеп, Елдәр ҡаҡһа ишек-ҡапҡа, Улым тере, тере, тиеп, Ышанмайса «ҡара» хатҡа. Хәтерҙәрҙә йәшәгәндә Ябылмаҫтар ҡайтыр юлдар, Татлы төштәргә инербеҙ — Шәһит булып ҡалған улдар. Талпынып, йәнебеҙ осор, Әсәйҙәр, һеҙ ҡалған яҡҡа. …Беҙҙе үлем ала алмай Хәтер тере тотҡан саҡта. |

Имя автора мемориала Калинушкина Н. А. отлито на чугунной плите, которая вмурована позади памятника. Перевод на башкирский — члена Союза писателей РФ Гузаль Ситдыковой.